# Pierre Gillou
Pierre Gillou (17 de septiembre de 1880 - 3 de enero de 1953) fue un tenista, capitán y administrador francés.
Fue el entrenador y capitán no jugador del equipo francés de Copa Davis, formado por Jean Borotra, Jacques Brugnon, Henri Cochet y René Lacoste, conocidos colectivamente como los Cuatro Mosqueteros, que ganaron la Copa Davis en 1927 y la defendieron con éxito a partir de 1928. hasta 1932.
Como promotor e inversor, jugó un papel importante en la creación del Stade Roland Garros, inaugurado en 1928. 
Se convirtió en presidente de la asociación nacional francesa de tenis, Fédération Française de Tennis (FFT) en 1930 después de la muerte de Albert Canet  y también fue presidente del club Racing Club de France en París.  En el momento de su muerte en 1953 era vicepresidente de la Federación Internacional de Tenis (ITF).  Desde 1953 hasta 1978, el trofeo otorgado al ganador individual masculino en el Abierto de Francia se llamó "cupé Pierre-Gillou" en su honor. 
Su clasificación anual de los mejores tenistas del mundo, publicada desde principios de la década de 1930 hasta su muerte, se consideraba autorizada. 

## Familia
Era el hermano mayor de Antoinette Gillou y Kate Gillou y tío de Antoine Gentien, todos tenistas.